# Cearbhall Ó Dálaigh
Cearbhall Ó Dálaigh (12 tháng 2 năm 1911 - 21 tháng 3 năm 1978, phát âm tiếng Ireland: [caɾˠwəlˠ oː d̪ˠaːlˠə]) từng là Tổng thống thứ năm của Ireland, từ năm 1974 đến năm 1976. Ông đã từ chức năm 1976 sau cuộc xung đột với chính phủ. Ông cũng có một sự nghiệp pháp lý đáng chú ý, bao gồm cả phục vụ như là Chánh án của Ireland.
Tên của ông đôi khi được đưa ra trong cách viết khác Carroll O'Daly, mà ông cũng sử dụng trong sự nghiệp luật sư của mình.

## Thiếu thời
Cearbhall Ó Dálaigh, sinh ra trong một gia đình bốn con, sinh ngày 12 tháng 2 năm 1911 ở Bray, hạt Wicklow.. Cha của ông là chủ cửa hiệu với ít quan tâm đến chính trị.
Cearbhall có một người anh trai; Aonghus, và hai chị em; Úna và Nuala. Ông đã theo học Trường học Quốc gia Nam của St. Cronan. Và sau đó đến Synge Street CBS ở Dublin. Trong khi theo học Đại học University of Dublin, ông trở thành kiểm toán viên của An Cumann Gaelach và Hiệp hội Văn học và Lịch sử. Ông cũng trở thành biên tập viên tiếng Ailen của tờ báo Ailen.

## Sự nghiệp
Tốt nghiệp Đại học Dublin, Ó Dálaigh là một người ủng hộ Fianna Fáil đã từng phục vụ trong Quốc hội của đảng trong những năm 1930, ông trở thành luật sư trẻ nhất Ireland năm 1946 dưới thời Taoiseach Éamon de Valera, phục vụ cho đến năm 1948. Không thành công trong Dáil Éireann và Seanad Éireann năm 1948 và 1951, ông được bổ nhiệm làm Bộ trưởng Tư pháp năm 1951 và năm 1953 ông được Valera chỉ định làm thành viên trẻ nhất của Tòa án Tối cao. Chưa đầy một thập niên sau, ông trở thành Chánh án, khi được tuyển chọn bởi Taoiseach, Seán Lemass. Ông là một diễn viên quan tâm trong những năm đầu của ông và trở thành một người bạn thân của nam diễn viên Cyril Cusack. Người ta thường nói rằng Ó Dálaigh và Cusack đã đánh dấu sự ra mắt của Darby O'Gill và Little People của Disney, vì những gì họ cảm thấy là sự rập khuôn của người dân Ailen. Tuy nhiên, không có tài liệu tham khảo hiện tại về sự kiện này đã xảy ra.